# NGC 6938
NGC 6938 — группа звёзд в созвездии Лисичка.
Этот объект входит в число перечисленных в оригинальной редакции «Нового общего каталога».